# Gabriel Pec
Gabriel Forte Chaves dit Gabriel Pec, né le 11 février 2001 à Petrópolis au Brésil, est un footballeur brésilien qui évolue au poste d'ailier droit au Galaxy de Los Angeles.

## Biographie

### Vasco da Gama
Né à Petrópolis au Brésil Gabriel Pec passe par le centre de formation du Vasco da Gama, où il est formé depuis 2009. C'est avec ce club qu'il découvre le monde professionnel. Il joue son premier match au sein du championnat brésilien le 7 septembre 2019, contre l'EC Bahia. Son équipe s'incline sur le score de deux buts à zéro ce jour-là. 
Il connaît sa première titularisation le 14 août 2020, contre le Sport Recife, en championnat. Son équipe s'impose par deux buts à zéro ce jour-là.
Il inscrit son premier but en professionnel contre le RB Bragantino, le 21 janvier 2021, en championnat. Son équipe s'incline par quatre buts à un ce jour-là.
Gabriel Pec s'impose comme un joueur régulier de l'équipe première depuis la descente du club en Série B, la deuxième division brésilienne. Au début de l'année 2023 il se montre davantage décisif pour son équipe, marquant à chaque fois sur quatre matchs consécutifs dans le Campeonato Carioca, devenant ainsi l'un des atouts offensifs du Vasco da Gama.

### Galaxy de Los Angeles
Le 30 janvier 2024, Gabriel Pec prend la direction des États-Unis afin de s'engager en faveur du Galaxy de Los Angeles. Il signe un contrat de cinq ans, soit jusqu'en décembre 2028.

## Vie personnelle
Gabriel Pec est un ami de longue date de Bruno Gomes avec qui il a fait toute sa formation à Vasco da Gama.

## Palmarès
- Galaxy de Los Angeles
  - Vainqueur de la Coupe de la Major League Soccer en 2024